# Cementerio de Nuestra Señora de la Salud

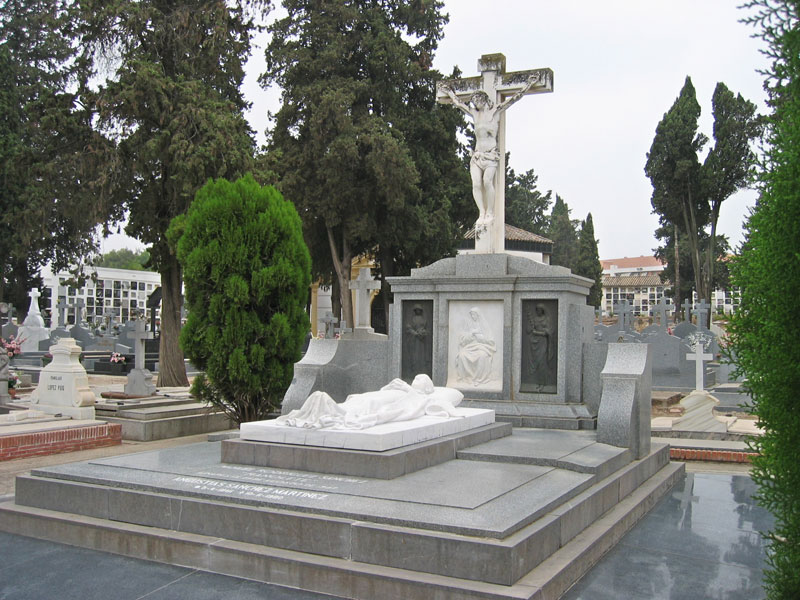
Tumba de Manolete.

El Cementerio de Nuestra Señora de la Salud es un camposanto municipal propiedad del Ayuntamiento de Córdoba (España). Fue construido en 1811, durante la ocupación napoleónica, por orden del rey José I junto a la ermita de Nuestra Señora de la Salud, de donde tomó su nombre. Es uno de los Ocho Lugares de la Memoria de la capital cordobesa reconocidos por la Junta de Andalucía. En 2010 fue incluido en la Ruta Europea de Cementerios, itinerario cultural del Consejo de Europa.
Entre las sepulturas de personas célebres se encuentran cuatro de los cinco califas del toreo: Manuel Rodríguez Sánchez Manolete, Rafael Guerra Bejarano Guerrita, Rafael Molina Lagartijo, Rafael González Madrid Machaquito; los políticos José Cruz Conde, Antonio Cruz Conde y Rafael García Lovera; y el poeta Pablo García Baena, perteneciente al Grupo Cántico.

## Historia
El cementerio se planteó por primera vez en 1804, con motivo de una epidemia de fiebre amarilla; sin embargo, la
carencia de medios económicos y la regresión de la epidemia hicieron desistir a las autoridades. Fue, sin embargo, durante la ocupación napoleónica de España, cuando las autoridades francesas decidieron la creación de cementerios públicos que pusieran fin a la costumbre de enterrar los cadáveres en las iglesias y aledaños. Así, se dicta un Decreto en Madrid firmado por José I Bonaparte el 4 de marzo de 1809 por el que se ordena la edificación de un cementerio en Córdoba. El terreno destinado para tal fin se situaba al suroeste de los antiguos límites de la ciudad, frente a la Puerta de Sevilla. Dichas obras comenzaron el 29 de octubre de 1810 y finalizaron el 8 de junio de 1811, ascendiendo los gastos a un total de 51.233 reales con 27 maravedíes. Se construyó junto a la ermita de Nuestra Señora de la Salud, de la que toma su nombre, edificada en 1805.
El recinto se inauguró en 1811, sufriendo sucesivas reformas hasta el año 1833 en que adopta su trazado definitivo y se procede a realizar las inhumaciones de todos los fallecidos en la ciudad. En 1846 la Ermita se integró en el propio cementerio conformando la fachada de estilo neoclásico.

### Guerra Civil y Memoria Histórica

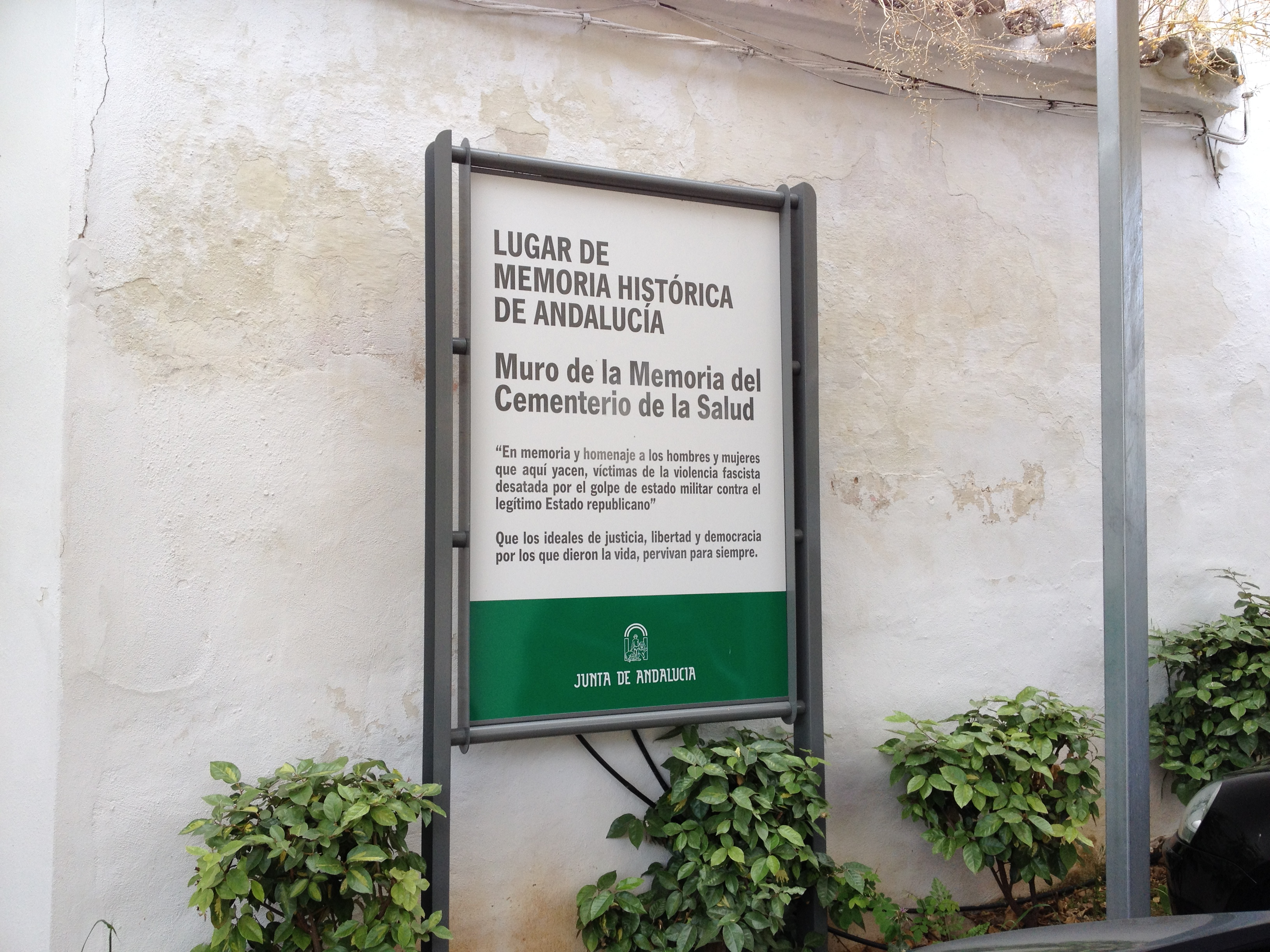
Placa de identificación por la Junta de Andalucía (2011) como "Lugar de Memoria Histórica de Andalucía" (Muro exterior donde se llevaron a cabo las ejecuciones).

Durante la Guerra Civil, la fosa común del cementerio fue rellenada con los cuerpos de unas mil personas represaliadas por el franquismo, según datos del Foro por la Memoria de Córdoba.

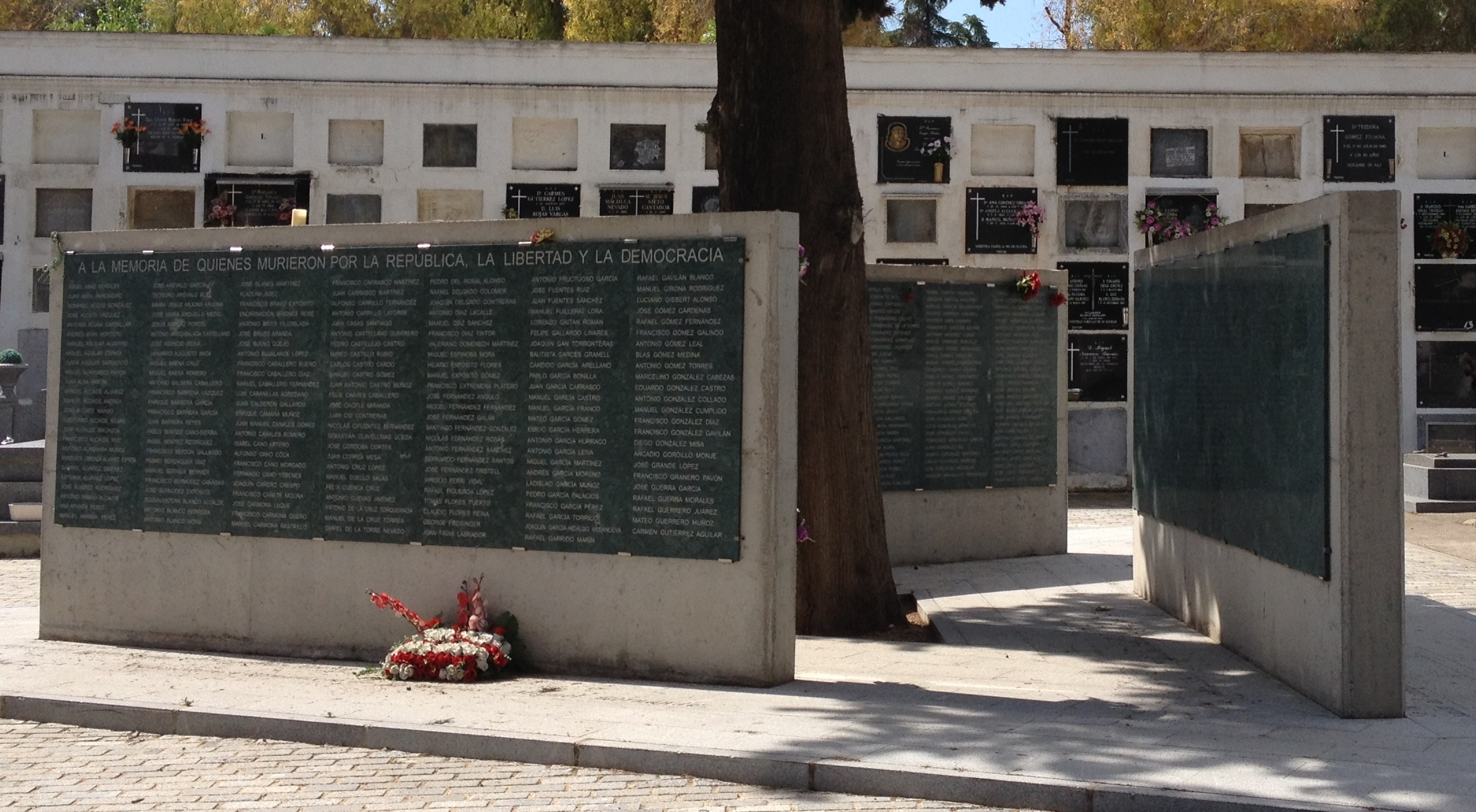
Los "Muros de la Memoria", monumento dedicado a las víctimas de la represión franquista, cementerio de la Salud, Córdoba.

En 2019 se localizaron y exhumaron más de cincuenta cuerpos. En 2023 continúan las labores exhumatorias y las identificaciónes de los cuerposhasta 2025.
En 2011, como en el cementerio San Rafael, el Ayuntamiento de Córdoba hizo erigir tres "Muros de la Memoria", monumento en memoria de las víctimas de la represión ejecutadas desde julio de 1936 hasta 1950. Los dos cementerios están inscritos en el Catálogo de Lugares de Memoria Histórica de Andalucía desde 2011.

### Últimas intervenciones
En 2009 se acometieron obras para dotar de un nuevo acceso al camposanto, facilitando el acceso al mismo desde poniente y creando una zona de encuentro junto a dicho acceso. La puerta fue inaugurada el día 1 de noviembre, coincidiendo con la festividad de Todos los Santos, cuando más visitantes recibe el cementerio.
En 2018 fue aprobada una partida de 206.075,48 euros para la rehabilitación de dos panteones históricos en el Cementerio de la Salud, como ya se hizo anteriormente con la rehabilitación del panteón del marqués de Cabriñana o de la marquesa Conde-Salazar, panteones de gran valor arquitectónico.